# AEA White Wing
O White Wing (ou Aerodrome #2) foi uma aeronave pioneira projetada por Frederick Walker Baldwin e construída pela equipe da "Aerial Experiment Association" (AEA) em 1908 tendo efetuado seu primeiro voo naquele mesmo ano. 

## Características e histórico
Incomum para aeronaves de sua época, o White Wing apresentava um trem de pouso com rodas. As asas eram equipadas com ailerons controlados por um cinto usado ao redor do corpo do piloto; inclinar-se em uma direção faria com que a aeronave se inclinasse para segui-la.

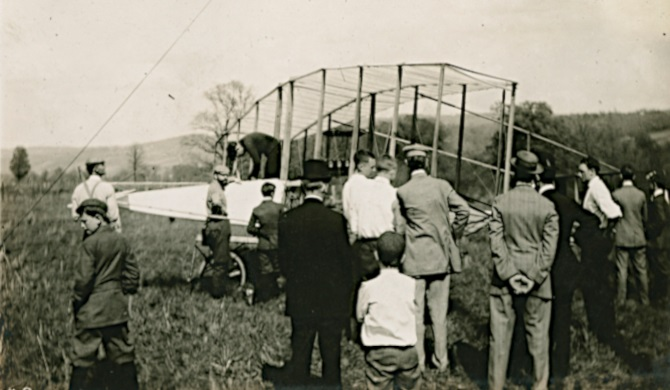
O White Wing - segundo modelo da AEA.

Foi pilotado pelo próprio Baldwin em 18 de maio de 1908 e a aeronave voou muito bem. O White Wing foi então pilotado pelo Tenente Thomas Selfridge em Hammondsport, Nova York, em 19 de maio de 1908 (tornando-se o primeiro oficial do Exército dos EUA a pilotar um avião) e então Glenn Curtiss fez um vôo de 1.017 pés (310 m) nele em 21 de maio. Em 23 de maio, o White Wing caiu durante um pouso de John McCurdy e foi danificado além das condições de reparo.

## Especificações
Dados de: A A S I
Descrições gerais
- Tripulação: 1 piloto
- Comprimento: 8,00 m (26 ft)
- Envergadura: 13,18 m (43 ft)

Motorização
- Número de motores: 1x
- Tipo do motor: Motor Curtiss B-8 de pistão V-8 resfriado a ar
- Potência por motor: 40 hp (29,8 kW)

Performance
- Alcance: 0,031 km (0,0193 mi)